# North Runcton
North Runcton est un village d'Angleterre dans le Norfolk.

## Géographie
Nort Runcton est situé à 69,5 km à l'ouest de Norwich, à 6,9 km au sud-sud-ouest de King's Lynn et à 164 km au nord de Londres. 

## Personnalités
- James Cumming (1777-1861), chimiste, y est mort.
- Samuel Gurney Cresswell (1827-1867), navigateur, explorateur et illustrateur, y est inhumé.